# Невьян
Невья́н (фр. Névian) — коммуна во Франции, находится в регионе Лангедок — Руссильон. Департамент коммуны — Од. Входит в состав кантона Западная Нарбонна. Округ коммуны — Нарбонна.
Код INSEE коммуны — 11264.

## Население
Население коммуны на 2008 год составляло 1329 человек.
| 1962 | 1968 | 1975 | 1982 | 1990 | 1999 | 2008 |
| ---- | ---- | ---- | ---- | ---- | ---- | ---- |
| 653  | 689  | 758  | 815  | 917  | 1087 | 1329 |

## Экономика
Основу экономики коммуны составляет виноградарство. Винодельческий кооператив производит красные и белые вина из винограда сортов кариньян, мерло, сира и гренаш. С 2005 года компания Toto Vino, расположенная в кооперативе, производит и продает безалкогольные напитки и виноградный сок.
В феврале 2003 года компания Vents построила ветряную электростанцию из 21 турбины, которая приносит дополнительный доход в местный бюджет.
В 2007 году среди 826 человек в трудоспособном возрасте (15—64 лет) 597 были экономически активными, 229 — неактивными (показатель активности — 72,3 %, в 1999 году было 67,3 %). Из 597 активных работали 521 человек (288 мужчин и 233 женщины), безработных было 76 (37 мужчин и 39 женщин). Среди 229 неактивных 60 человек были учениками или студентами, 88 — пенсионерами, 81 были неактивными по другим причинам.

## Достопримечательности
- Голгофа — военный мемориал, возведён в 1860 году на старом кладбище. Памятник был добавлен в 1921 году.
- Винодельческий кооператив: построен в 1930 году, был модернизирован и до сих пор работает.
- Ветряная электростанция.
- Старинный замок (в частной собственности).

## Фотогалерея

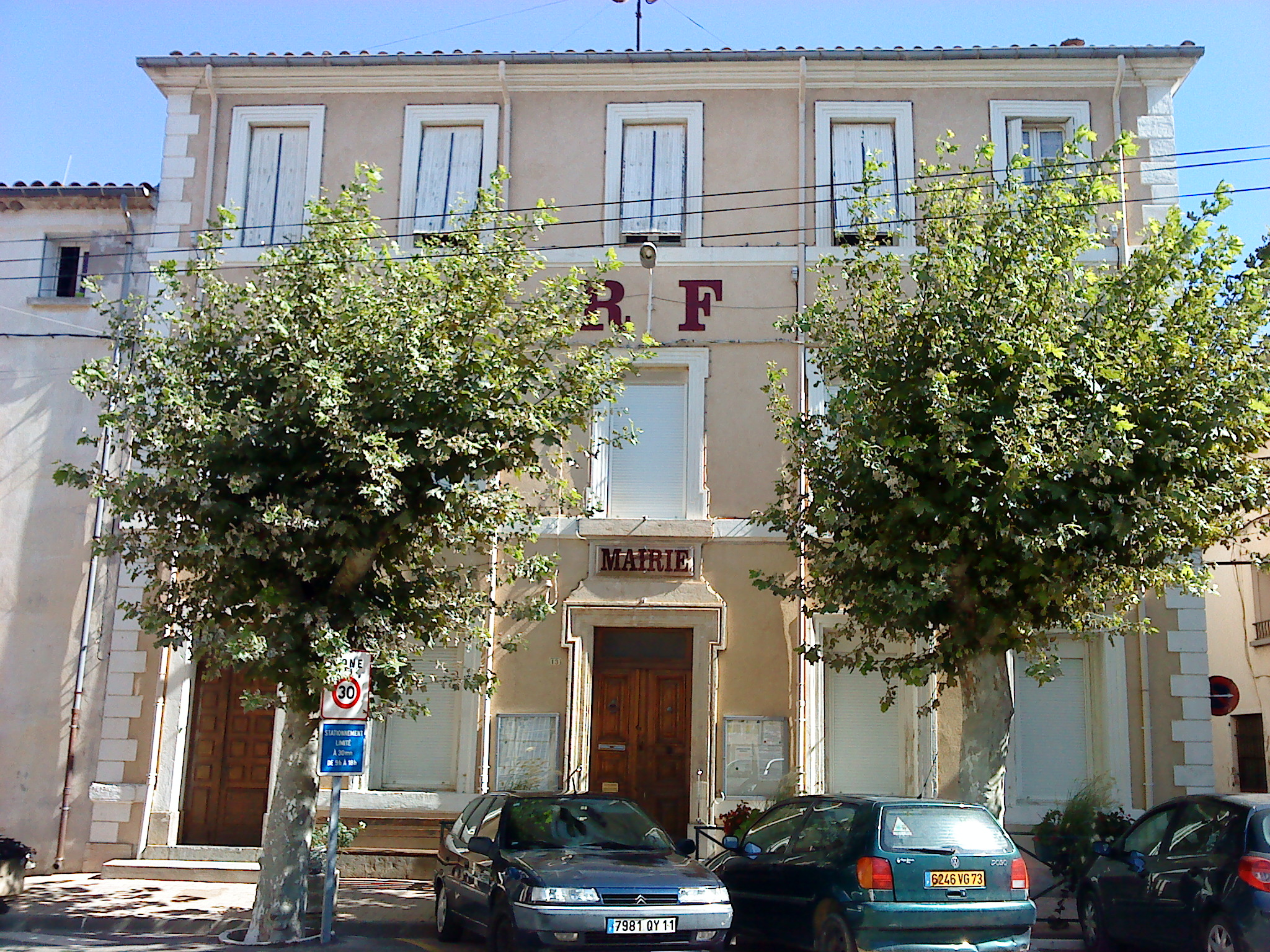
Мэрия
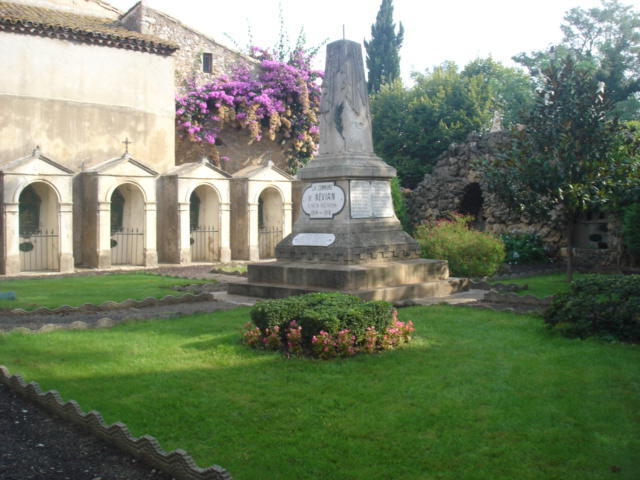
Военный мемориал
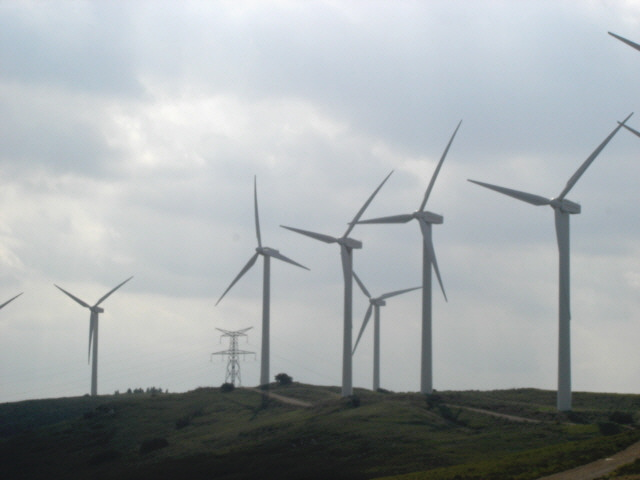
Ветряная электростанция
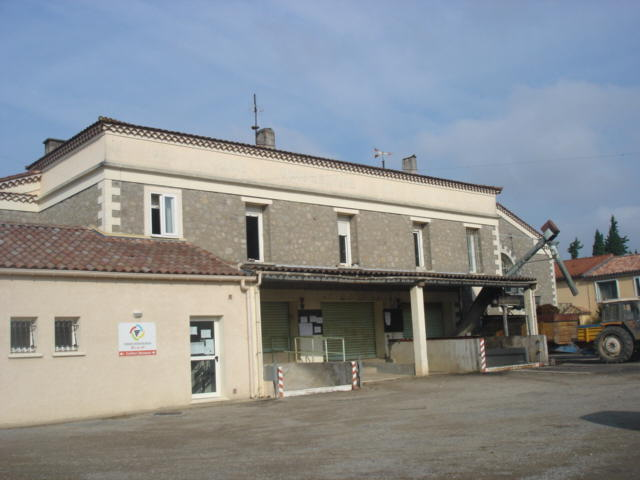
Винодельческий кооператив